# Lamar Neagle
Lamar Justin Neagle (Tacoma, 7 maggio 1987) è un ex calciatore statunitense, di ruolo attaccante.

## Palmarès

### Club

#### Competizioni nazionali
- United Soccer Leagues Second Division: 1

Charleston Battery: 2010
- U.S. Open Cup: 2

Seattle Sounders: 2011, 2014
- MLS Supporters' Shield: 1

Seattle Sounders: 2014

### Individuale
- United Soccer Leagues Second Division Most Valuable Player: 1

2010